# Perga dorsalis
Perga dorsalis – rodzaj błonkówek z rodziny Pergidae.

## Taksonomia
Gatunek ten został opisany w 1817 roku przez W. E. Leacha. Jako miejsce typowe podano "Australazję". Holotypem był samiec. W 1832 J. O. Westwood opisał go pod nazwą Perga scutellata (miej. typ Australia, syntypem była samica). Nazwę tę zsynonimizował sam autor w 1880; w tym samym roku zsynonimizował on również nazwę Perga eucalypti opisaną w 1859 przez G. Bennetta i A. Scotta (miej. typ. Nowa Południowa Walia, syntypami były samica i larwa). W 1960 roku Bennett opisał ten gatunek pod nazwą Perga Scottii (miej. typ. Hervey Bay, syntypami były samica i larwa), nazwę tę zsynonimiziwał F. Konow w 1905. W 1919 roku Francis David Morice opisał gatunek Perga intricans, który w 1939 roku został uznany przez Roberta Bensona za synonim zarówno Perga affinis jak i P. dorsalis. 
W 1961 E. Riek opisał podgatunek Perga dorsalis nitida (miej. typ. miejscowość Little Desert w stanie Wiktoria, holotypem była samica). Ten sam autor, w tym samym roku, opisał podgatunek Perga dorsalis castanea (miej. typ. miasto Ballarat, holotypem była samica) - w 1978 D. R. Smith zmienił jego nazwę na Perga dorsalis rustica.

## Zasięg występowania
Australia. Notowany we wsch. części kraju w stanach Queensland, Nowa Południowa Walia Wiktoria oraz, być może w Australii Płd.

## Biologia i ekologia
Roślinami żywicielskimi są przedstawiciele rodziny mirtowatych z rodzajów kuflik, Corymbia (C. citriodorai C. gummifera) oraz eukaliptus ( (eukaliptus gałkowy, eukaliptus kamaldulski, eukaliptus wielki, E. haemastoma, E. leucoxylon, E. nova-anglica,  E. obliqua, E. obtusiflora, E. ovata, E. torquata i E. umbra).
Znanymi wrogami są muchówki z rodzaju Froggattimyia (rączycowate), błonkówki z rodzaju Westwoodia (gąsienicznikowate) oraz Taeniogonalos maculata i Taeniogonalos venatoria (przydankowate), jak również ptaki: skałowron (skałowrony) i miodojad blady (miodojady).